# Es tuya, Juan (telenovela)
Es tuya… Juan fue una telenovela argentina emitida en 1990 por ATC, protagonizada por Marco Estell y Viviana Saccone, junto con Mariana Karr, Ricardo Bauleo y Liliana Simoni como la egoísta y ambiciosa “María Luján Palavecino”.

## Guion
La telenovela fue dirigida por Manuel Vicente y fue escrita por Delia González Márquez, autora prolífica del género: Venganza de mujer (1986); Coraje, mamá (1985); Esa provinciana (1983); Amor gitano (1982); Barracas al sur (1981); Un día 32 en San Telmo (1980); Daniel y Cecilia (1979); Profesión, ama de casa (1979); Un mundo de veinte asientos (1978); y Muchacha italiana viene a casarse (1969).

## Argumento
Juan, un muchacho pueblerino que no quiere dejar el terruño y eso le cuesta su relación con su novia María Luján (Liliana Simoni), quien ambiciona triunfar en la ciudad. Las circunstancias lo hacen emigrar luego a él también, y en la Capital se enamora de Cecilia (Viviana Saccone), quien le oculta su rica condición. El romance encuentra la hostilidad de los padres de Cecilia, Julio (Ricardo Bauleo) y Mercedes (Mariana Karr). Entre las vicisitudes que sufren los amantes, Juan descubre su verdadero origen: es hijo de un rico empresario (Héctor Fuentes) quien le ofrece un trabajo muy bien remunerado en su empresa. Julio intenta apartar a Juan de su hija por todos los medios, y llega a extorsionarla con la amenaza de asesinarlo, Cecilia emprende un viaje a Italia para consumar la separación y salvar a Juan, Pero al tiempo decide volver y enfrentar a su padre.

## Elenco

### Protagonistas
- Marco Estell - Juan Iglesias
- Viviana Saccone - Cecilia Guerrero
- Liliana Simoni - María Luján Palavecino (Villana principal)

### Elenco de reparto
- Mariana Karr - Mercedes Guerrero
- Ricardo Bauleo - Julio Guerrero
- Perla Caron - Olga Galarza
- Héctor Fuentes - Luciano Iglesias
- Celia Juárez - Doña María Pilar vda. de Palavecino (Villana)
- Alberto Busaid - Armando
- Cacho Castaña - Eduardo Barrionuevo
- Patricia Shaw - Margarita Funes
- Adriana Filmus - Azucena Corvalán
- Agustín Lozano - Eugenio
- Teté Rodríguez Luque - Paulina Brizuela
- Paquita Muñoz - Edith
- Guadalupe Leuviah - Hilda Roldán
- Elvira Vicario - Esther Palavecino (Villana)
- Gustavo Luppi - Maximiliano
- Ricardo Morán - Don Mauricio Palavecino †
- Enrique Liporace - Roque Villegas
- Tincho Zabala - Antonio Cisneros
- Paola Papini - Haydée Iglesias
- Solange Matou - Vanesa Ferreyra

## Equipo Técnico
- Historia original - Delia González Márquez.
- Vestuario: Jorge García
- Sonido: Ernesto Fuentes
- Musicalización: Carlos Laino
- Escenografía: Inés Leroux
- Iluminación: Daniel Copello
- Producción: Carlos Márquez
- Producción general: Rene Aure
- Asistente de dirección: Claudio Canali
- Dirección - Manuel Vicente.
- Departamento de sonido - Rafael D. Umana.